# فرودگاه ویلیام پی. هابی
۲۹°۳۸′۴۴″ شمالی ۹۵°۱۶′۴۴″ غربی / ۲۹٫۶۴۵۵۶°شمالی ۹۵٫۲۷۸۸۹°غربی
فرودگاه ویلیام پی. هابی (به انگلیسی: William P. Hobby Airport) فرودگاهی داخلی است که در شهر هوستون در ایالت تکزاس واقع شده و از پر رفت‌وآمدترین فرودگاه‌های تگزاس می‌باشد.
این فرودگاه، پس از فرودگاه بین قاره‌ای جرج بوش هیوستون مهمترین فرودگاه شهر بوده، و در سال ۲۰۰۸ از ۸٫۸ میلیون نفر پذیرایی کرد.